# Rotschitza-Klamm-Klettersteig

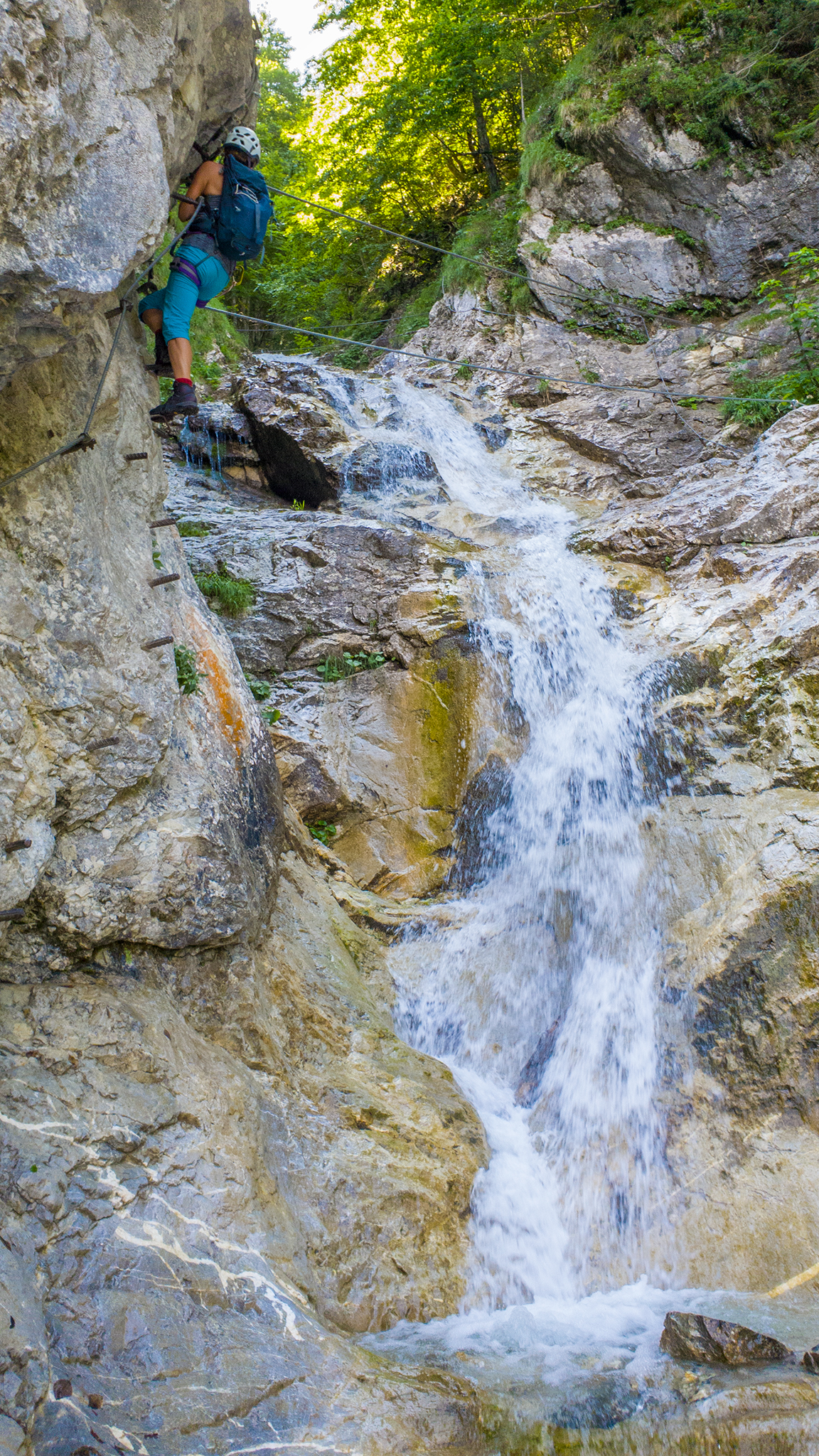
Rotschitza-Klamm Klettersteig

Der Rotschitza-Klamm Klettersteig ist ein Klettersteig leichter und an einer Stelle mittlerer Schwierigkeitsstufe (B/C) im Gemeindegebiet von Finkenstein am Faaker See, Bezirk Villach-Land, Kärnten, Österreich.

## Anfahrt und Lage
Von Villach und dem Faaker See kommend, über die Rosental Straße (B 85) nach Finkenstein. Im Ortszentrum von Finkenstein die beschilderte Abzweigung „Kanzianiberg“ bzw. „Burgruine Finkenstein“ beachten und dem Straßenverlauf bis zum Baumgartnerhof (950 m) auf der Baumgartnerhöhe folgen. Dort befinden sich Parkmöglichkeiten und ein beschilderter Wanderweg zum Einstieg des Klettersteigs.

## Verlauf und Kombinierungen
Der Einstieg befindet sich auf der linken Bachseite am Fuße des Rotschitza-Wasserfalls. An der Seite des Wasserfalles klettert man durch Trittstifte unterstützt zur ersten Seilbrücke, an der man in rund sechs Metern Höhe den Bach überquert und einen freien Blick auf den Faaker See genießt. Kurz danach quert man an einer zweiten Seilbrücke erneut den Bach und klettert wieder größtenteils durch Trittstifte unterstützt an der Bachwand entlang zur ersten Wehranlage. Nach der Wehranlage folgt man gehend dem Bachverlauf und verlässt das Bachbett an einer zweiten Wehranlage über Rechts den roten Markierungen folgend. Insgesamt hat der Klettersteig eine Länge von 350 Metern bei einem Höhenunterschied von rund 290 Metern.
Über einen bestens markierten und beschilderten Trampelpfad gelangt man zurück zum Anmarschweg und über diesen wieder zum Baumgartnerhof. Nach dem Ausstieg aus dem Klettersteig kann man aber auch den beschilderten Wanderwegen auf den Mallestiger Mittagskogel (1801 m) oder den Schwarzkogel (1842 m) folgen. Am Anreiseweg bzw. auf der Rückfahrt lohnen sich ein Besuch der Burgruine Finkenstein und des Kanzianibergs, einer der größten und ältesten Klettergärten Österreichs mit Kanzianiberg Klettersteig.

## Bilderstrecke

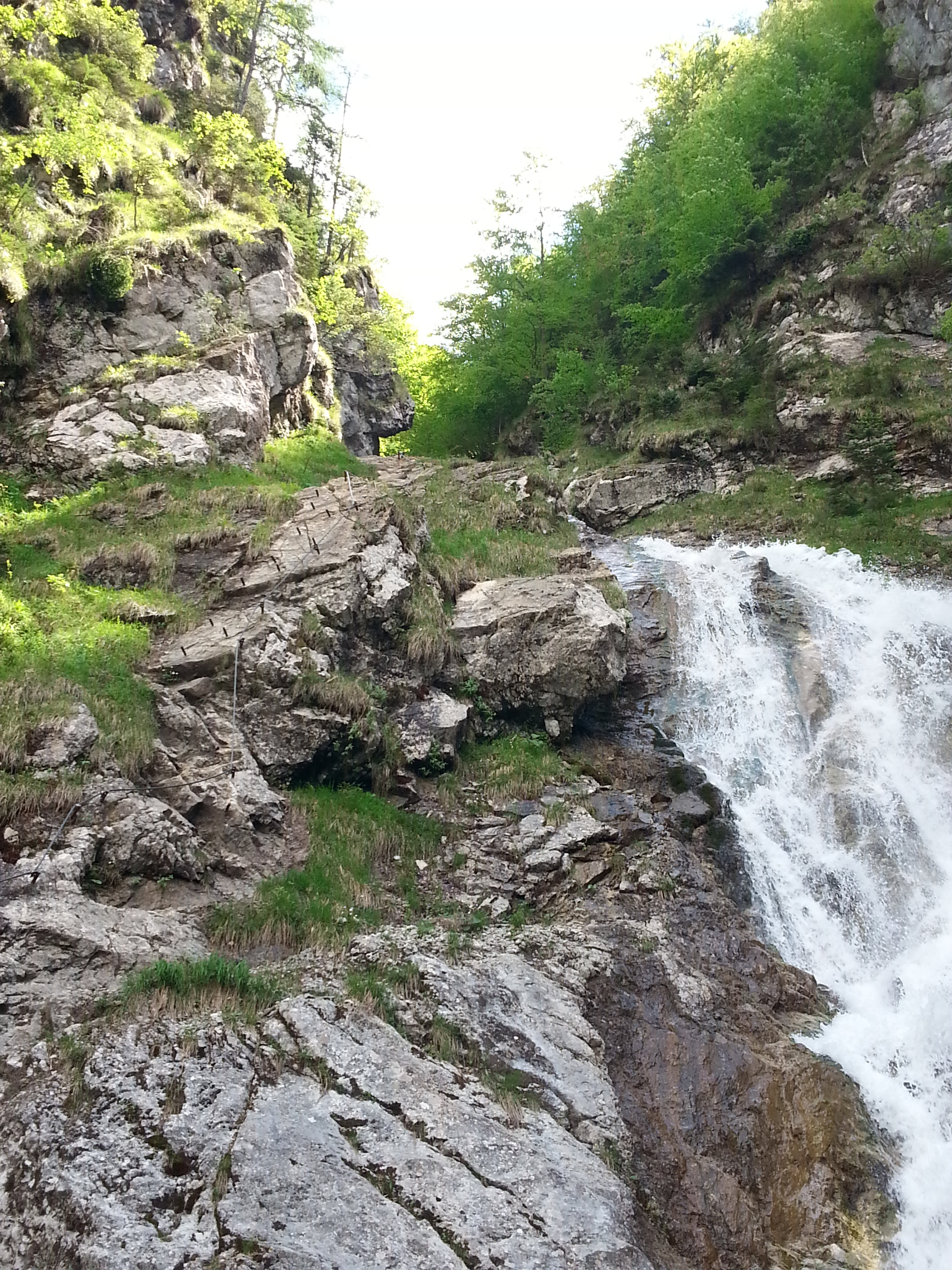
Rotschitza-Wasserfall mit Klettersteigpassage
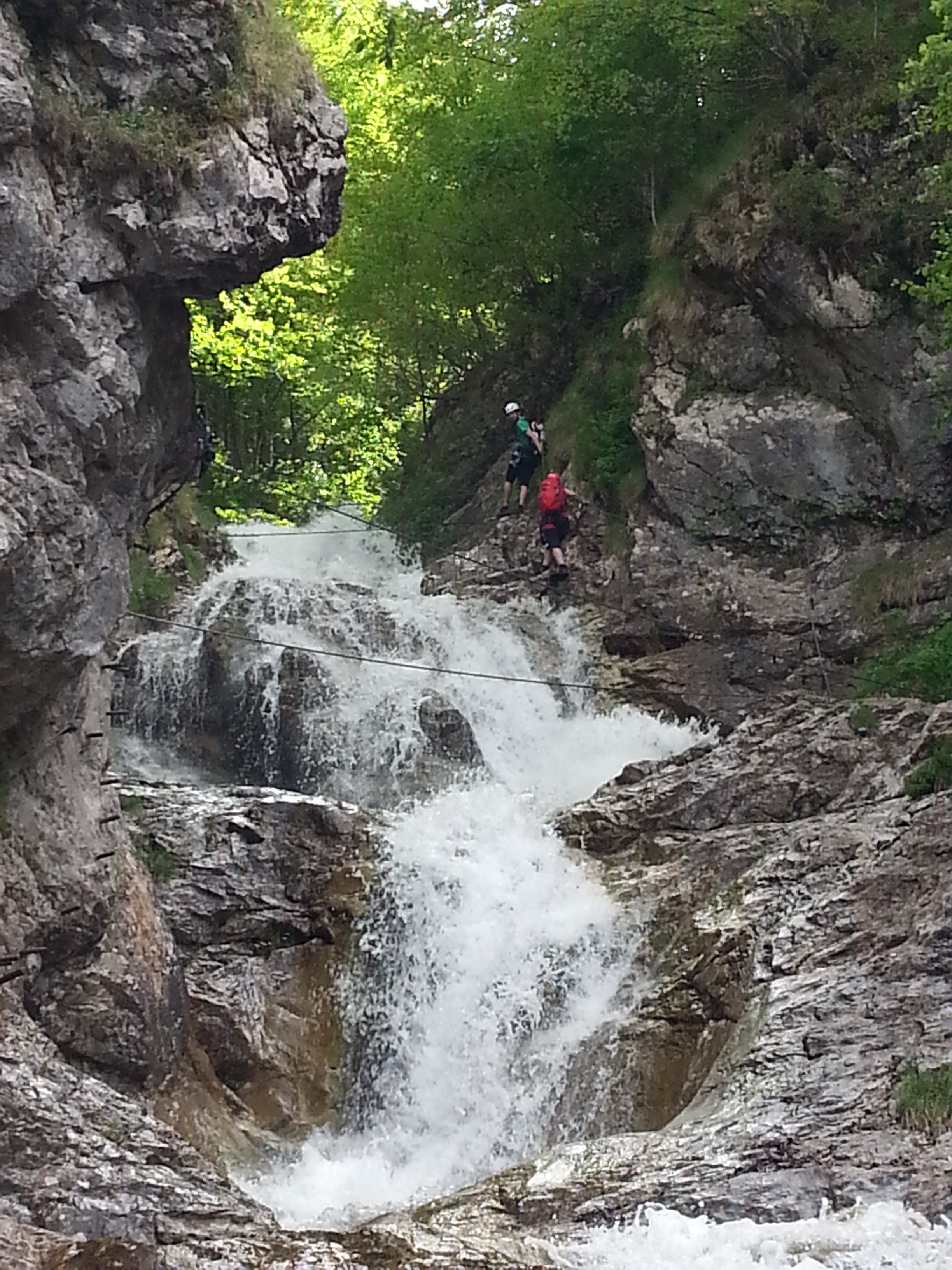
Bereich der beiden Seilbrücken
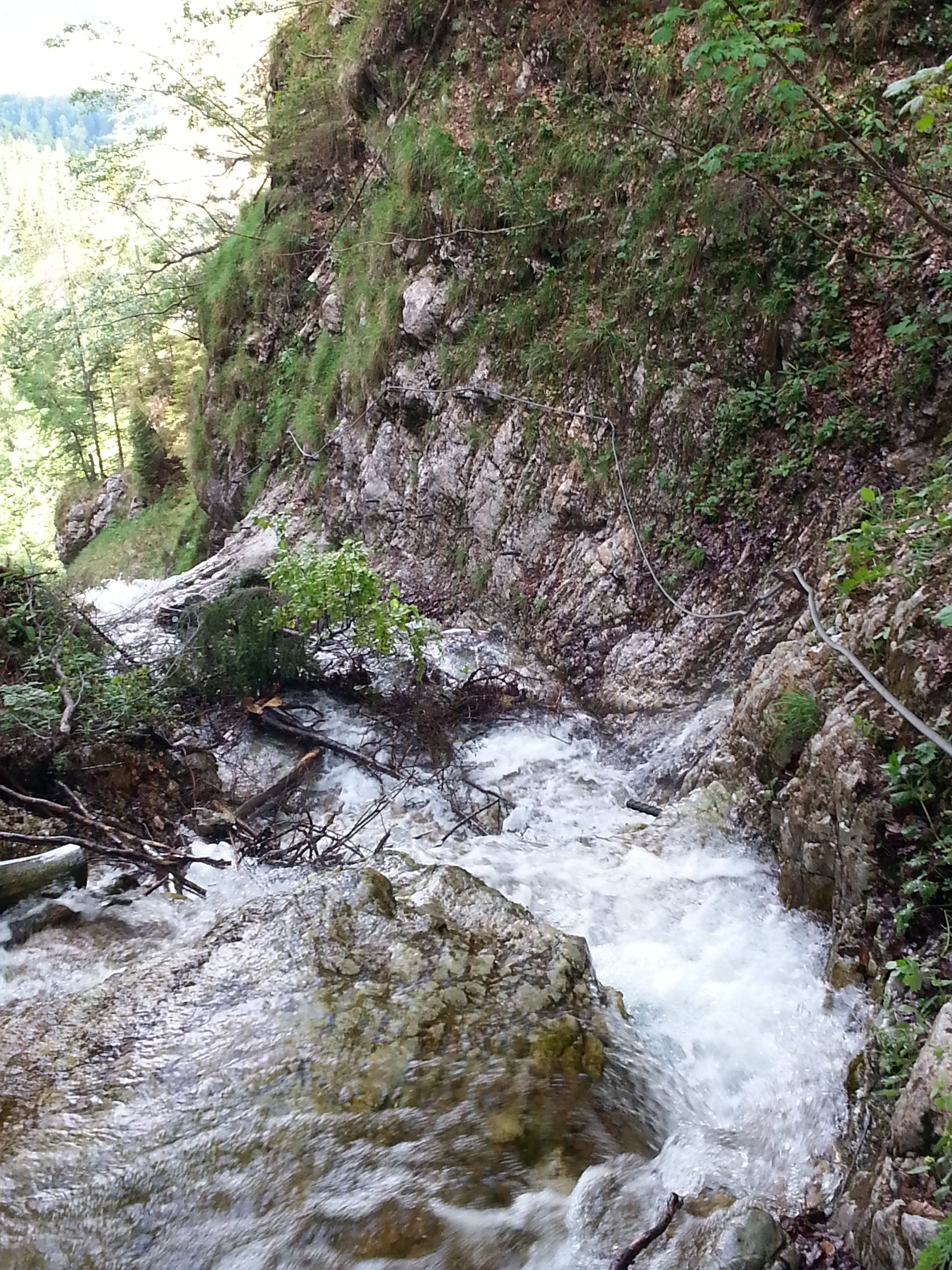
Verlauf an der Bachwand
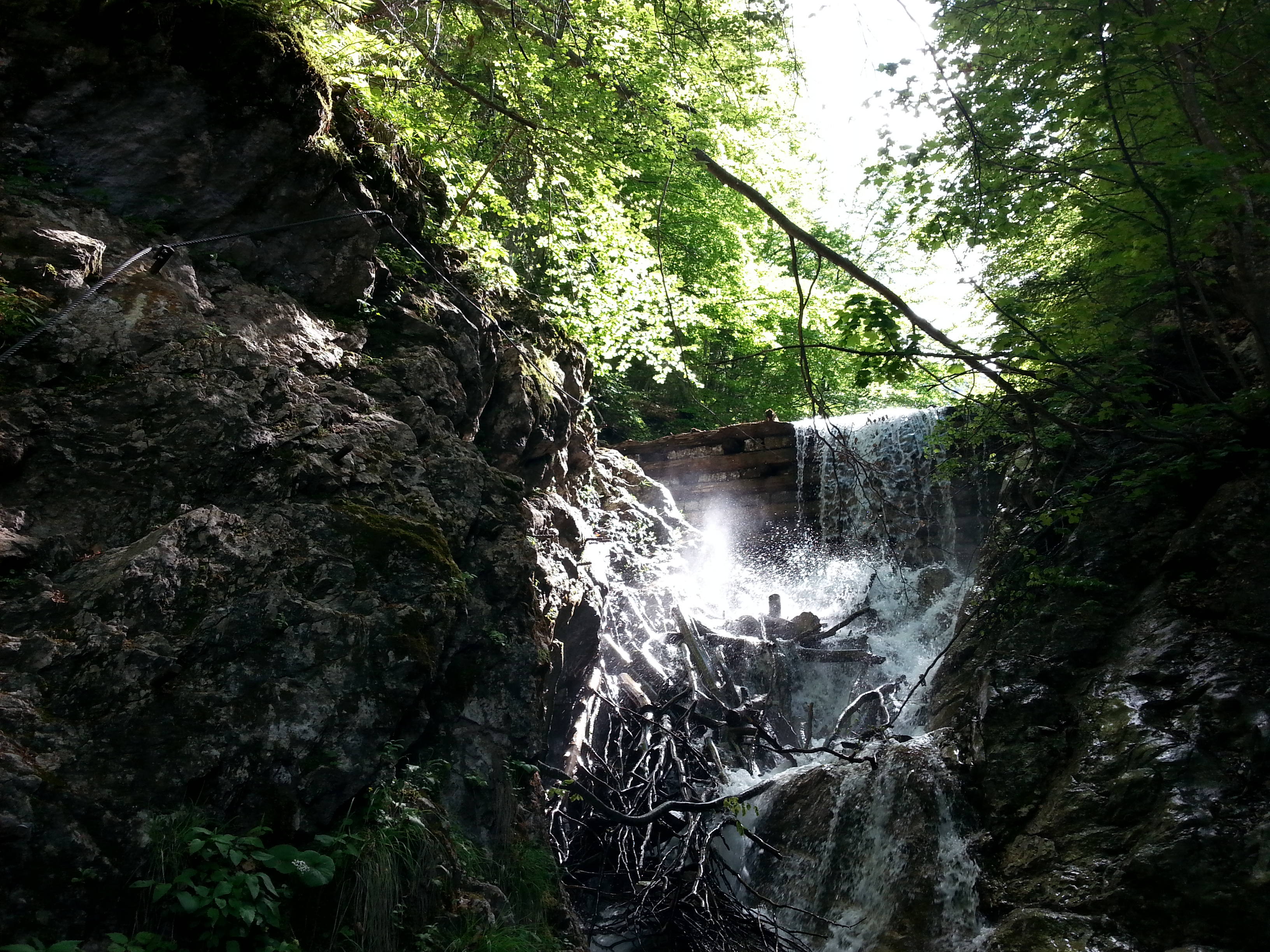
Erste Wehranlage